# Demi-Lee Brennan
Pour les articles homonymes, voir Brennan.
Demi-Lee Brennan est une Australienne qui, après une allogreffe du foie, a vu son groupe Rhésus et son système immunitaire remplacés naturellement par celui de son donneur d'organes. Par conséquent, son corps ne rejette plus le nouveau foie et elle n'a plus besoin de prendre de traitements immunosuppresseurs,,.
Son cas est unique dans l'histoire des greffes d'organes entre humains. Des scientifiques tentent de comprendre pourquoi son corps a réagi ainsi, espérant éliminer à terme les conditions qui amènent le rejet des organes greffés. 